# 397 km (Ukraina)
397 km (ukr. 397 км) – przystanek kolejowy w lasach, w rejonie kamieńskim, w obwodzie wołyńskim, na Ukrainie. Położony jest na linii Sarny – Kowel, w oddaleniu od osad ludzkich. Najbliższą miejscowością jest Czerewacha.